# Bergstrandska huset

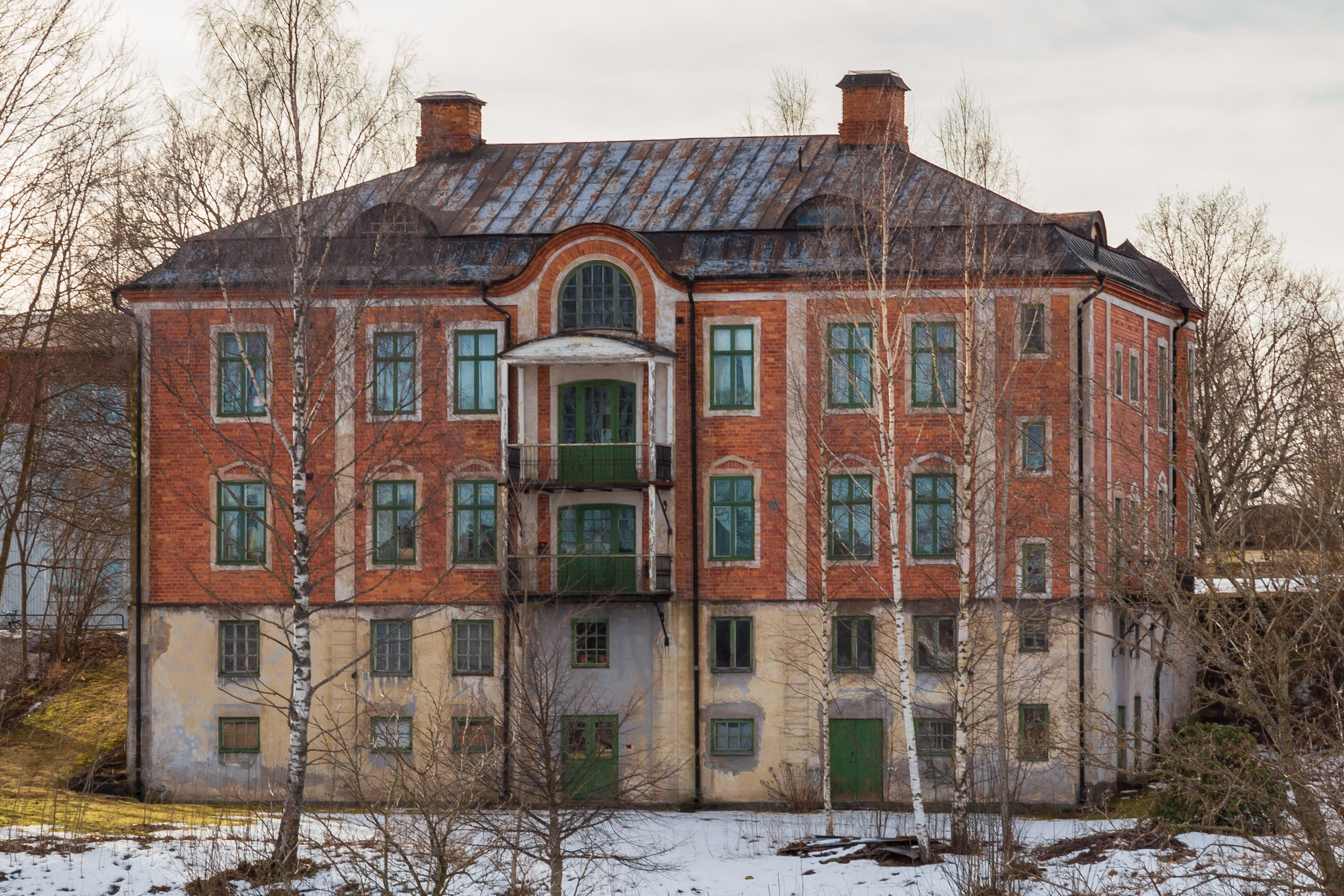
Bergstrandska huset, baksidan mot Henemoren

Ej att förväxla med Bergstrandska gården
Bergstrandska huset är en byggnad i kvarteret Hägern i centrala Hedemora, Dalarnas län. Den är ett av flera större stenhus som byggdes i staden omkring år 1900, när industrialiseringen och Dalabanan nått dit. Byggnaden uppfördes 1906 av byggmästare Klas Lundström efter ritningar som Carl Johan Carlsson (senare Perne) gjort 1902–1903 och betraktas som ett av Pernes främsta verk. Namnet har huset fått av den ursprungliga ägaren Per Johan Bergstrand, fabrikör och skohandelsgrossist i staden.
Byggnaden, som ligger uppe på Badelundaåsen, är i två våningar, samt två souterrängvåningar ner mot den utdikade myrmarken Henemoren. Byggmaterialet är tegel, på en hög granitsockel och byggnaden reveterades med spritputs på nederdelen, i grågult. Omfattningarna runt fönstren slätputsades och målades i vitt. Taket är brutet och beklätt med ståndfalsad svart plåt. Vid uppförandet var Bergstrandska huset taxerat till 40 000 kronor och innehöll 16 rum och tre kök. Tvättstuga, källare och vedbodar återfanns i jordvåningen. År 1935 gjorde C J Perne kompletterande ritningar då en del av huset gjordes om till kontor, man byggde även ett garage på gårdsplanen. Huset råkade år 1975 ut för en eldsvåda, som dock fick begränsad omfattning.

### Fotnoter
1. 1 2  Sundström och Olsson (1991), sid 58–59